# Владимир III Мстиславич
Владимир III Мстиславич (руски: Владимир III Мстиславич; украјински: Володимир Мстиславич; 1132-1173) је био кнез Дорогобужа (1150-1154, 1170-1171), Владимира и Волиња (1154-1157), Слуцка (1162), Трипоља (1162-1168) и велики кнез Кијева (1171).

## Биографија
Владимир је био син Мистислава I Великог и ћерке Дмитрија Завидовича. Према Кијевском летопису (Latopis kijowski), Владимир је рођен између 1. марта 1331. и 29. фебруара 1132. године. Имао је старијег брата Свјатополка (умро 1154). До смрти Свјатополкове владао је Дорогобужом, а потом је овладао Владимиром и Волињом. Ослањајући се на своје рођаке у Угарској, Владимир је активно подржавао своју браћу у борби против Јурија Доглоруког. Након што се измирио са братом Ростиславом, Јуриј је опсео Мстислава II у Лутску. Владимир је током овог рата избачен из Волиња. Заједно са члановима своје породице је заробљен. Побегао је у Угарску где се надао помоћи од угарског краља. Међутим, ни краљ ни велики кнез Кијева нису му желели помоћи. Владимир се вратио у Русију и борио се на страни Изјаслава Давидовича. Под непознатим околностима заузео је Слуцк, али је одатле избачен од стране Ростислава. Понуђено му је Трипоље у замену за Слуцк.
Након смрти Ростислава Мстиславовича (1167), Владимир је био један од најугледнијих припадника династије Мономаховича. Током владавине Мстислава II, био је у сукобу са кијевским кнезом. Након смрти Глеба Кијевског, Давид и Мстислав Ростиславич позвали су свог ујака Владимира у Кијев. Владимир је постао велики кнез Кијева, али је умро после владавине која је трајала мање од три месеца. Наследио га је Михаило од Владимира.

## Породично стабло
|  |                            |  |  |  |  |  |  |  |  |  |  |  |  |  |  |  |
|  | 4. Владимир Мономах        |  |  |  |  |  |  |  |  |  |  |  |  |  |  |  |
|  |                            |  |  |  |  |  |  |  |  |  |  |  |  |  |  |  |
|  |                            |  |  |  |  |  |  |  |  |  |  |  |  |  |  |  |
|  | 2. Мистислав I Велики      |  |  |  |  |  |  |  |  |  |  |  |  |  |  |  |
|  |                            |  |  |  |  |  |  |  |  |  |  |  |  |  |  |  |
|  |                            |  |  |  |  |  |  |  |  |  |  |  |  |  |  |  |
|  | 5. Гита од Весекса         |  |  |  |  |  |  |  |  |  |  |  |  |  |  |  |
|  |                            |  |  |  |  |  |  |  |  |  |  |  |  |  |  |  |
|  |                            |  |  |  |  |  |  |  |  |  |  |  |  |  |  |  |
|  | 1. Владимир III Мстиславич |  |  |  |  |  |  |  |  |  |  |  |  |  |  |  |
|  |                            |  |  |  |  |  |  |  |  |  |  |  |  |  |  |  |
|  |                            |  |  |  |  |  |  |  |  |  |  |  |  |  |  |  |

## Потомство
Владимир је био ожењен ћерком Белоша Вукановића, српског властелина. Руски извори називају је „Бановном”. Имали су четворо деце: Мстислава, Јарослава, Ростислава и Свјатослава.